# Evan Gorga
Evan Gorga (Brocco, ahora Broccostella, 6 de febrero de 1865 - Roma, 5 de diciembre de 1957) fue un tenor italiano y coleccionista. 
Obtuvo especial importancia como el tenor Rodolfo de La Bohème, la ópera con la que Giacomo Puccini se consagró definitivamente como un importante compositor.

## Biografía
Nació el 6 de febrero de 1865 en Brocco, ahora Broccostella, un pueblo italiano de la antigua provincia campana de Tierra de Labor, ahora Provincia de Frosinone, en el Lacio.
El joven Evan Gorga empezó a estudiar canto en Roma, la capital italiana, con el maestro Franceschetti. 
Su carrera inició, con mucha probabilidad, con la sostitucion del tenor Francesco Tamagno en la ópera Ernani.